# 萊蘭數
在數論中，萊蘭數是可以表示成 {\displaystyle x^{y}+y^{x}} 的整數，其中 {\displaystyle x} 和 {\displaystyle y} 是大於 {\displaystyle 1} 的整數，以數學家保羅·萊蘭為名。前幾個萊蘭數是：

8，17，32，54，57，100，145，177，320， 368，512，593，945，1124 （OEIS數列A076980）。
{\displaystyle x} 和 {\displaystyle y} 都大於 {\displaystyle 1} 的要求很重要。如果沒有這個要求，每個正整數都可寫成 {\displaystyle 1^{x}+x^{1}} 而成為萊蘭數。而由於加法的交換律，通常也會加上 {\displaystyle y\leq x} 這個條件，以免重複列入同一數字。

## 萊蘭質數
萊蘭質數是指同時是萊蘭數也質數的整數。前幾個這樣的質數是：

17，593，32993，2097593，8589935681，59604644783353249，523347633027360537213687137，43143988327398957279342419750374600193，... （OEIS數列A094133）

## 第二類萊蘭質數
第二類萊蘭數 是指可以寫成 {\displaystyle x^{y}-y^{x}} 的整數，其中其中 {\displaystyle x} 和 {\displaystyle y} 是大於 {\displaystyle 1} 的整數。
第二種萊蘭質數，是指同時是第二種萊蘭數也是質數的整數。前幾個這樣的質數是：

7，17，79，431，58049，130783，162287，523927，2486784401，6102977801，8375575711，13055867207，83695120256591，375700268413577，2251799813682647，... （OEIS數列A123206）
其他可能的第二種萊蘭質數，請見由和建立的中搜尋。